# Rhynocoris annulatus
Rhynocoris annulatus är en insektsart som först beskrevs av Carl von Linné 1758.  Rhynocoris annulatus ingår i släktet Rhynocoris, och familjen rovskinnbaggar. Arten är reproducerande i Sverige.

## Bildgalleri

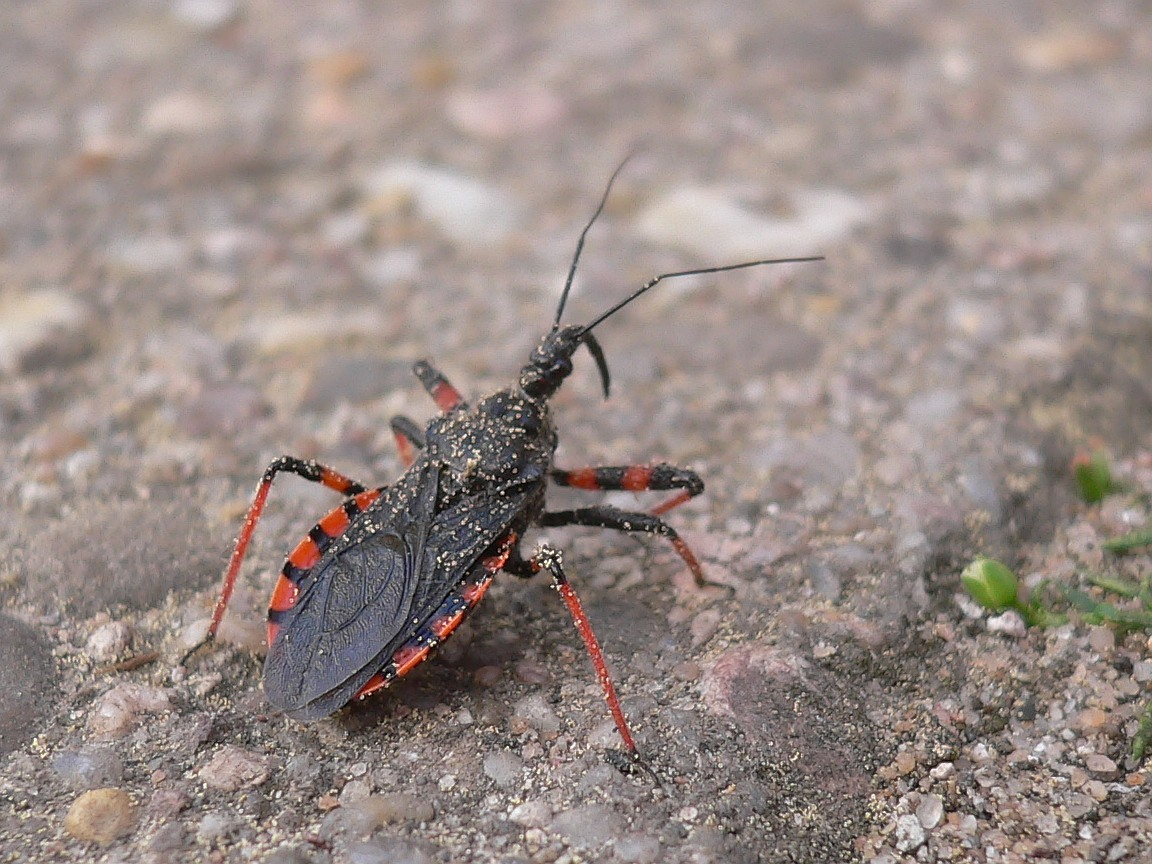